# Sangean

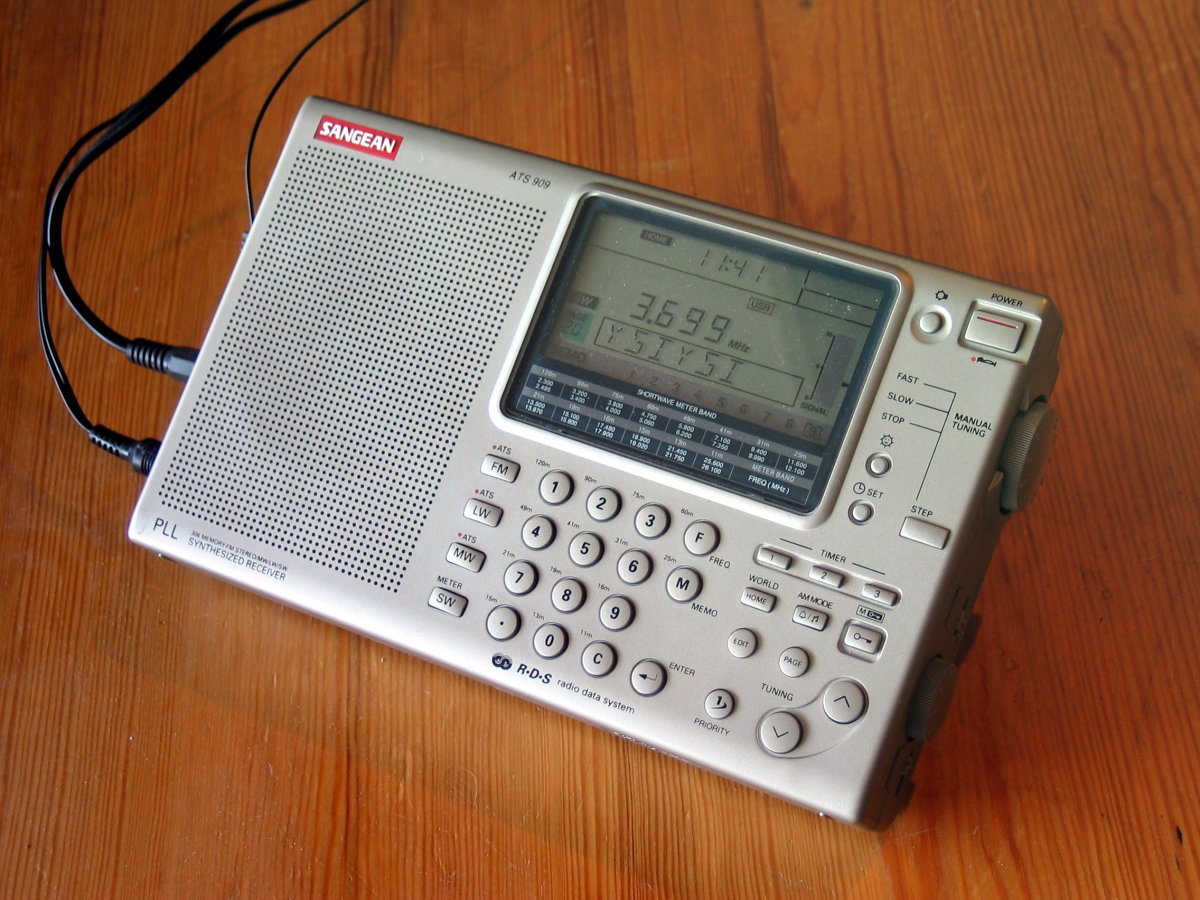
Radiomottagaren ATS 909

Sangean Electronics INC är ett taiwanesiskt företag inom elektronikbranschen. 
Företaget grundades 1974 av Mr Yang. Det har sitt huvudkontor i Taipei och har produktionsenheter i Kina utanför Dongguan. Företagets produkter är inom områdena radio- och ljudteknik.

## Galleri

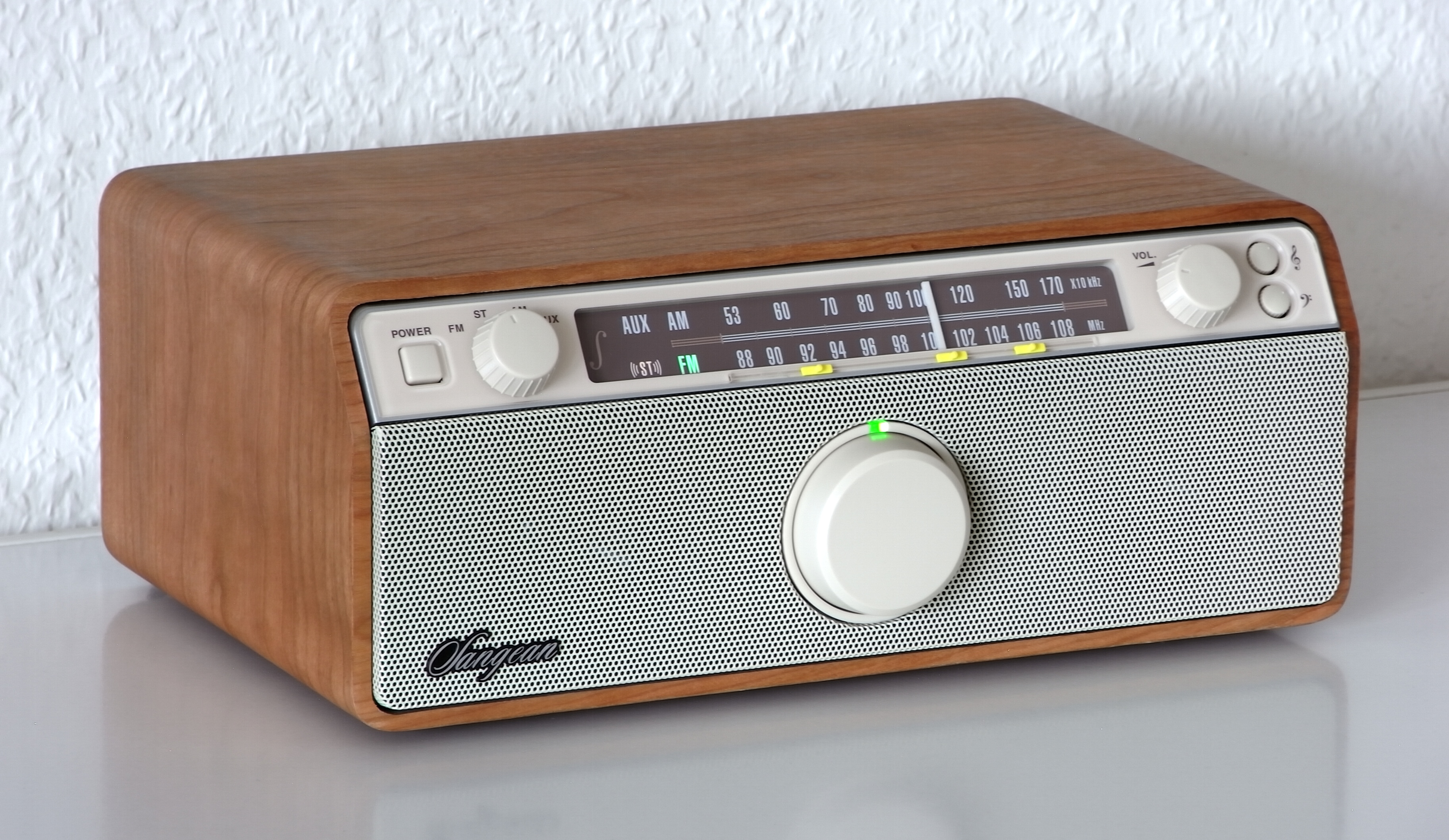
Radiomottagaren WR-12
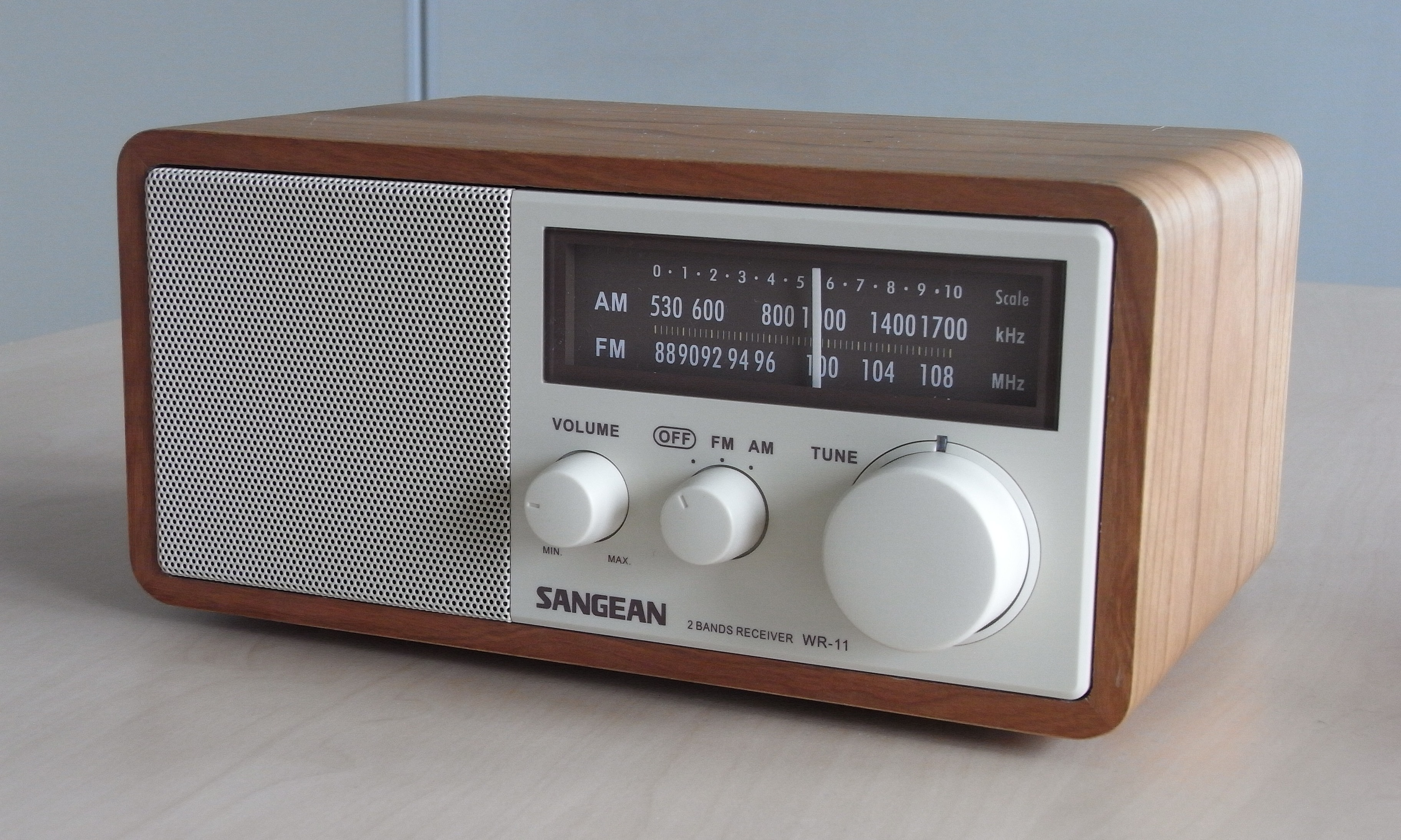
Radiomottagaren WR-11
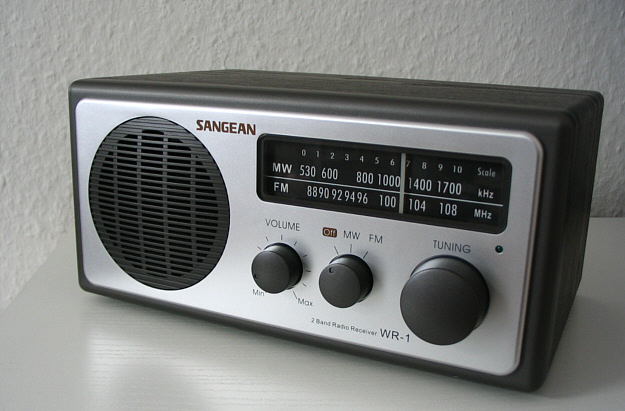
Radiomottagaren WR-1
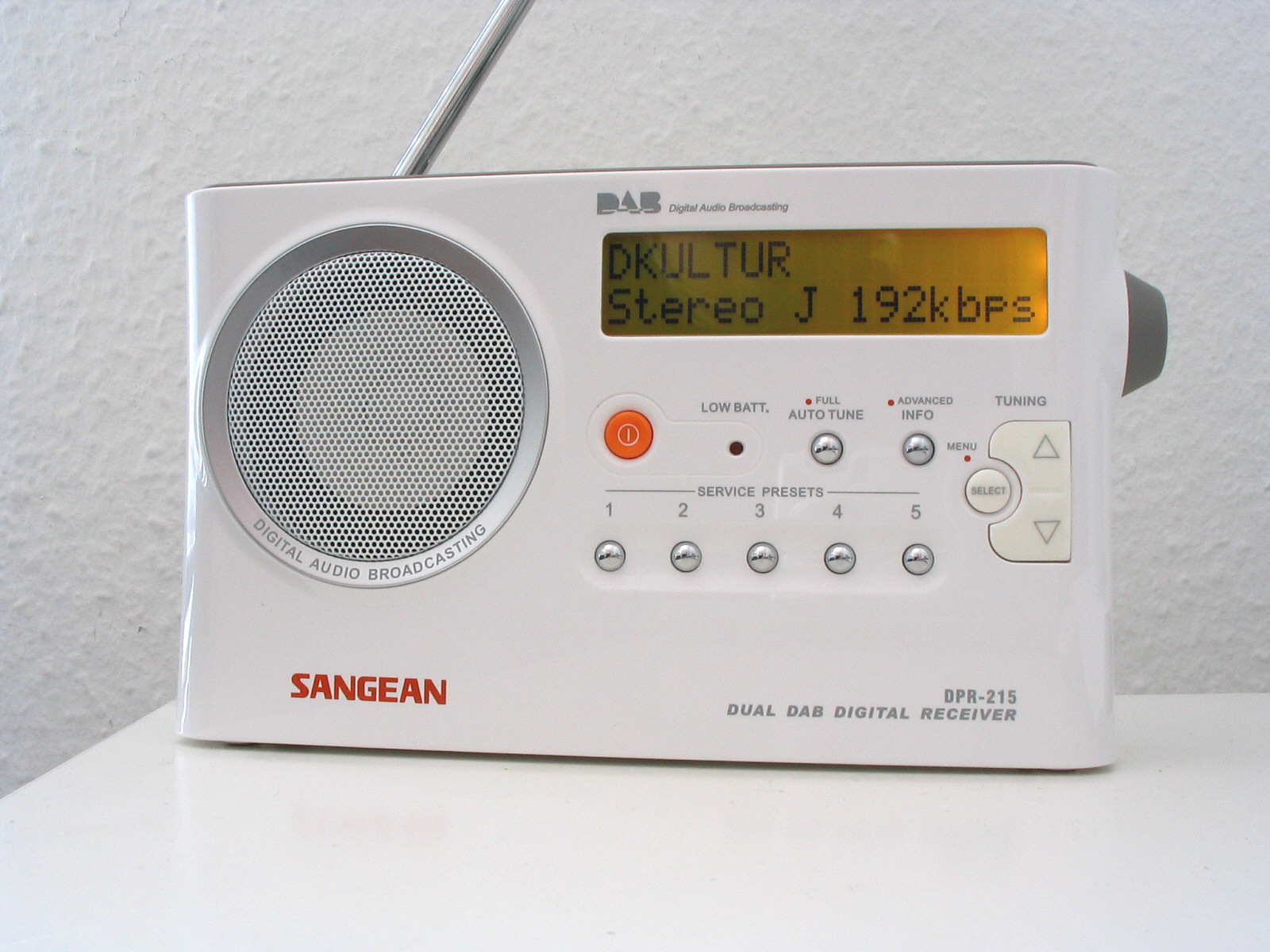
Radiomottagaren DPR-215